# Sandra N.
Александра Нафтанайла (рум. Alexandra Năftănăilă, народ. 2 жовтня, 1991), сценічне ім'я Sandra N — румунська співачка, що працює в стилі танцювальна музика. Вона донька мера міста Албештій-де-Мусчел (Albeștii de Muscel) з повіту Арджеш (Argeș). Сандра почала співати в 4 роки, тоді ж починає брати участь в музичних фестивалях. В 14 років для підтримки концертів випустила перший альбом з поп-музикою. В цей же час 3 роки навчається вокалу в Crina Mardare. Навчається на факультеті історії та філософії. В 2011 Андріан Сіна (Adrian Sină) стає її менеджером. Сандра записує кілька пісень із Андріаном: «Angel» feat. Adrian Sina, «I'm Sorry» și «Boracay» feat. Akcent. Перші дві з трьох номінувалися на Romanian Music Awards в 2012: Найкраща пісня — «Angel» (Adrian Sînă), Найкраща поп-група за пісню «I'm Sorry» (група Akcent).
Свій перший сингл, Obsession, співачка випускає в жовтні 2012 року.
В 2015 році випустила пісню Ballerina.

## Сингли
- Obsession (2012)
- Te joci cu mintea mea feat. Marius Nedelcu (2014)
- Liar (2014)

## Місця в чартах
| Чарт             | Пісня                    | Найвище місце                                   |
| ---------------- | ------------------------ | ----------------------------------------------- |
| Romanian Top 100 | «Angel» (cu Adrian Sînă) | 7                                               |
| Romanian Top 100 | «I'm Sorry» (cu Akcent)  | 6 Akcent feat. Sandra N.-Boracay no 1(Bulgaria) |